# Adelheid (Äbtissin)
Adelheid (bezeugt zwischen 1211 und 1233) war die erste namentlich bekannte Äbtissin des Benediktinerinnenklosters St. Johann in Müstair im Kanton Graubünden.
Nach einer Überlieferung aus dem 15. Jahrhundert entstammte sie der adligen Familie von Neiffen. In ihre Amtszeit als Äbtissin fällt das Blutwunder, das Müstair zu einem Wallfahrtsort werden liess, und die Errichtung des Hospizes Santa Maria Val Müstair durch den Priester Johannes de Grava. Die Klosterverwaltung besorgte Propst Swiker.